# Ewa Partum
Ewa Partum (Grodzisk Mazowiecki, Polònia, 1945)
A Ewa Partum se la coneix per ser una de les pioneres de l'art conceptual a Polònia i haver establert les bases per al desenvolupament de l'art de la performance feminista. Partum va tractar el tema del cos femení i la seva codificació social en nombroses performances en què apareixia nua. Ara bé, amb la decisió de fer ús del propi cos nu, no l'estava pas definint ni com a «naturalesa» ni com a «objecte sexual», sinó com una obra d'art autodeterminada.
En la seva acció Change (Canvi, 1974) l'artista es va fer filmar mentre una maquilladora li pintava una meitat de la cara i deixava l'altra sense res. Amb això, Partum feia referència a la poca estima social de les dones grans i incidia en el pas del temps en la vida d'una dona, en mostrar una meitat del seu cos que es torna poc atractiva segons els estàndards de bellesa determinats, principalment, pels homes. L'artista va combinar així la seva defensa de l'autodeterminació de la dona amb l'ambició d'establir d'una estètica feminista i aconseguir-ne l'acceptació.